# Кровь (фильм, 2013)
«Кровь» (англ. Blood) — криминальная драма режиссёра Ника Мёрфи, вышедшая в прокат в 2013 году. 11 октября 2012 года картина была представлена на Лондонском кинофестивале, после чего права для проката фильма в Великобритании были приобретены компанией eOne Films, которая назначила дату выхода картины (кино- и DVD-прокат) на 31 мая и 10 июня 2013 года соответственно.

## Сюжет
Два брата-полицейских, Джои (Пол Беттани) и Крисси Фэйрбёрн (Стивен Грэм), ведут расследование жестокого убийства красивой девушки со странной татуировкой «4real». Изначально все улики указывали на психически неуравновешенного Джейсона Бюле (Бен Кромптон), но их оказалось недостаточно для того, чтобы задержать его. Решив взять правосудие в свои руки, братья везут Джейсона на песчаный остров, где во время допроса Джои случайно убивает его лопатой. Уничтожив следы, братья делают вид, что ничего не произошло. Однако, на следующий день их коллега Роберт Сеймур (Марк Стронг) находит свидетеля убийства девушки, который рассказывает, что убийца — его друг Даррел. Осознав, что убили невиновного, Джои и Крисси пытаются отвести от себя подозрения. Но в конце концов Джои признаётся в содеянном…

## В ролях
| Актёр         | Роль            |
| ------------- | --------------- |
| Пол Беттани   | Джои Фэйрбёрн   |
| Марк Стронг   | Роберт Сеймур   |
| Стивен Грэм   | Крисси Фэйрбёрн |
| Брайан Кокс   | Лэнни Фэйрбёрн  |
| Наоми Бэттрик | Мириам Фэйрбёрн |
| Бен Кромптон  | Джейсон Бюле    |
| Зои Тэппер    | Джемма Венн     |
| Наташа Литтл  | Лили Фэйрбёрн   |

## Отзывы
Фильм получил смешанные отзывы кинокритиков. На сайте Rotten Tomatoes у фильма 49 % положительных рецензий из 39. На Metacritic — 44 балла из 100 на основе 13 рецензий. Критик сайта Роджера Эберта Шейла О’Мэлли оценила фильм в 3,5 звезды из 4-х. Генри Барнс из газеты The Guardian оценил фильм в 2 звезды из 5.